# Alfred Zampa
Alfred Zampa (Selby, 12 marzo 1905 – Tormey, 23 aprile 2000) è stato un ingegnere statunitense e un costruttore di ponti negli Stati Uniti d'America.

## Biografia

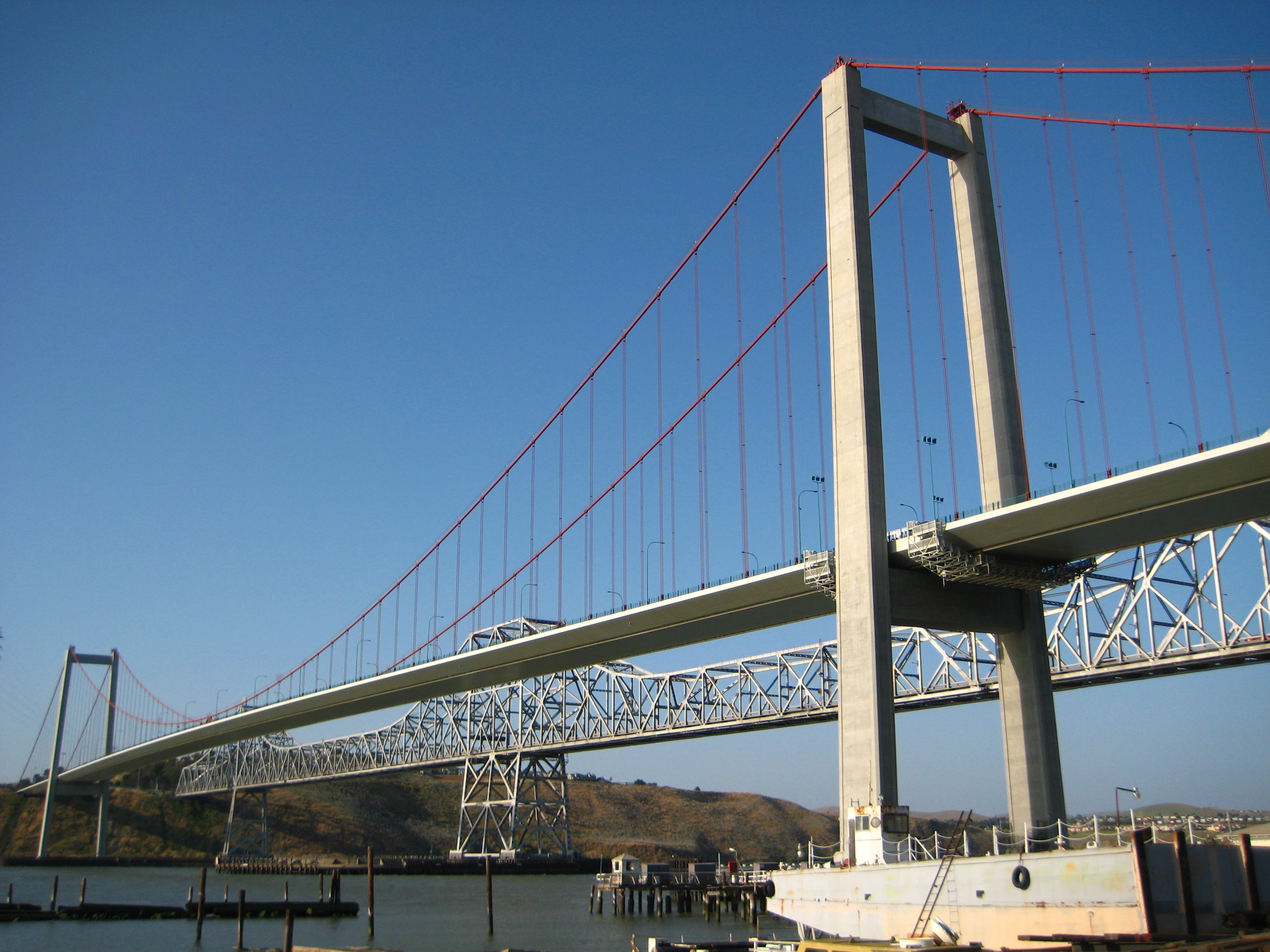
Alfred Zampa Memorial Bridge

Alfred Zampa, detto anche Al Zampa, ha svolto un ruolo fondamentale nella costruzione di ponti nella baia di San Francisco nel corso della prima metà del novecento. Ha contribuito alla costruzione dei grandi ponti della California, del Texas, dell'Arizona e dello Stato di New York. Nato in California da emigranti abruzzesi di Ortucchio, Zampa è noto per essere miracolosamente sopravvissuto nel 1936 ad un brutto incidente sul lavoro al Golden Gate Bridge, riportando tuttavia gravi lesioni. Dopo essersi ripreso è diventato una vera e propria celebrità californiana nonché simbolo della classe operaia, contribuendo a conquistare importanti battaglie per la sicurezza degli operai nei cantieri statunitensi.
È stato membro fondatore dell'Half Way to Hell Club, un'organizzazione composta da operai caduti tra il 1936 e il 1937 dal ponte in costruzione del Golden Gate e salvati dalle reti di sicurezza fatte installare.

## I ponti

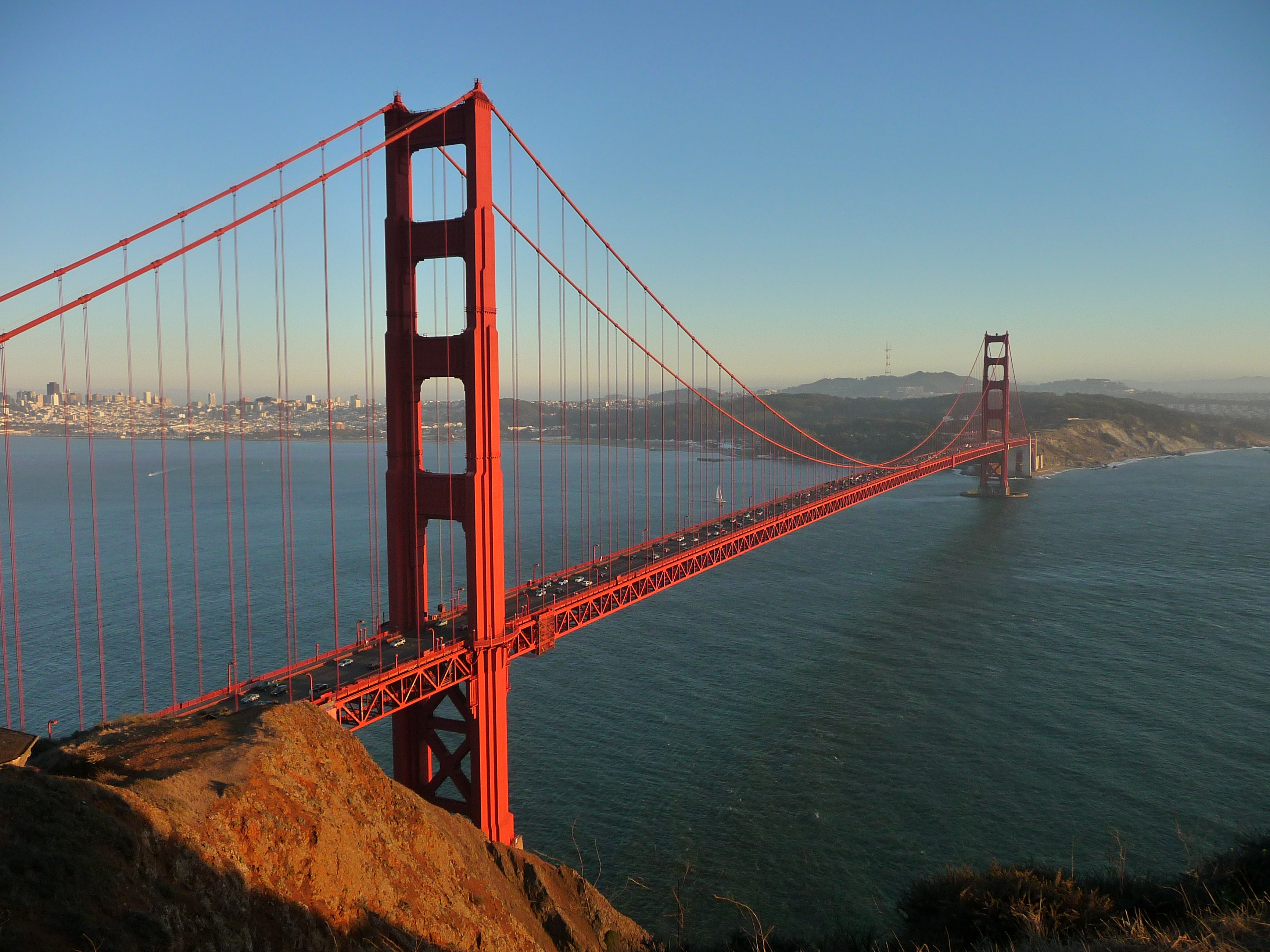
Golden Gate Bridge

Dal 1925 ha contribuito a costruire il ponte originario del Carquinez Bridge terminato il quale, dopo due anni, ha costruito altri grandi ponti in diversi stati americani. Nella Bay Area dal 1934 inizia a costruire il San Francisco-Oakland Bay Bridge. Nel 1936 lavora alla realizzazione del Golden Gate Bridge. Dopo aver lavorato su altri ponti è andato in pensione nel 1970. Come supervisore ha contribuito alla costruzione del nuovo ponte del Carquinez Bridge, inaugurato nel 2003, tre anni dopo la sua morte.   

## Riconoscimenti

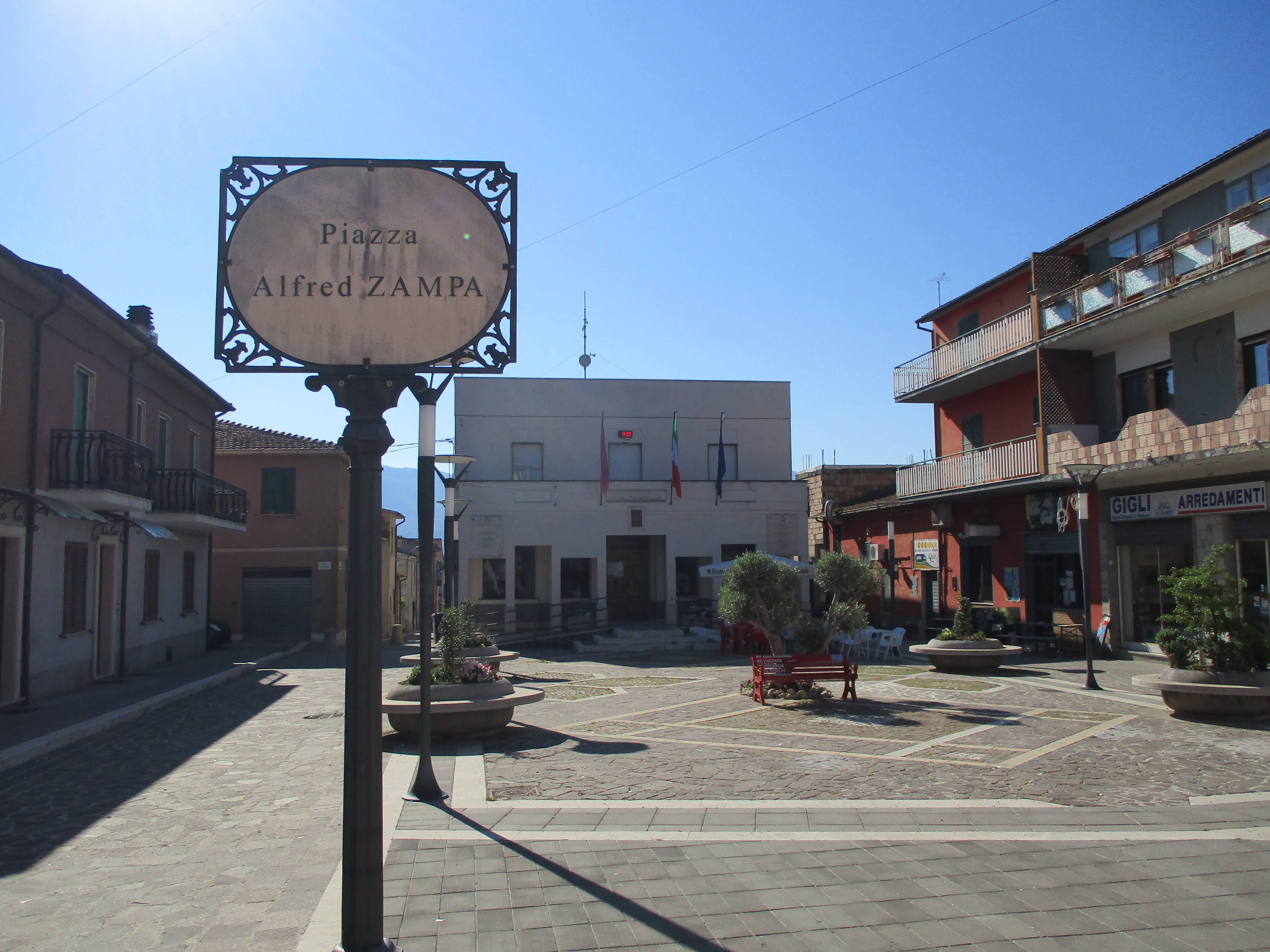
Piazza Alfred Zampa ad Ortucchio

L'8 novembre 2003 il senato della California ha dedicato a lui il nuovo ponte del Carquinez Bridge tra Crockett e Vallejo, nella baia di San Francisco. Alfred Zampa ha lavorato alla costruzione dell'opera originaria e come supervisore alla nuova costruzione. Il nuovo ponte, il sesto più lungo degli Stati Uniti, è stato chiamato ufficialmente "Alfred Zampa Memorial Bridge". 
Lui e Giovanni da Verrazzano sono gli unici italiani ai quali è stato intitolato un ponte in America. 
Al Zampa, chiamato così negli States, è morto nel 2000 all'età di 95 anni. A lui sono dedicate diverse opere letterarie e teatrali.
Grazie al coraggio e all'altruismo si è guadagnato gli appellativi di "Iron worker" ed "Asso".
In Italia ad Alfred Zampa è stata dedicata la piazza antistante al comune di Ortucchio.